# Kašperské Hory
Kašperské Hory là một thị trấn thuộc huyện Klatovy, vùng Plzeňský, Cộng hòa Séc.